# Vélo
Vélo (Velo) är en ort i Grekland.   Den ligger i prefekturen Nomós Korinthías och regionen Peloponnesos, i den sydöstra delen av landet, 80 km väster om huvudstaden Aten. Vélo ligger 42 meter över havet och antalet invånare är 3 096.
Terrängen runt Vélo är platt åt nordost, men åt sydväst är den kuperad. Havet är nära Vélo åt nordost.Runt Vélo är det tätbefolkat, med 331 invånare per kvadratkilometer. Närmaste större samhälle är Korinth, 17,2 km öster om Vélo. 